# The Breakaways
The Breakaways est un ancien groupe vocal féminin britannique fondé en 1962. Groupe vocal le plus utilisé en sessions musicales pendant les années 1960, il a aussi enregistré quelques singles en tant que girl group.

## Carrière
Ses membres sont Vicki Haseman (qui changera pour Vicki Brown après avoir épousé Joe Brown), Margot Quantrell, Barbara Moore (également membre d'un autre groupe vocal, The Ladybirds) et Betty Prescott. Elles étaient auparavant membres du groupe vocal The Vernons Girls, qui chantait à Liverpool. Jean Ryder remplace Prescott en 1963.
Le groupe commence sous le nom « Fordettes », car soutien musical d'Emile Ford. Le groupe comprend alors Margot Quantrell, Eleanor Russell, Vicki Haseman et Betty Prescott. En 1960, elles accompagnent Ford pendant un an, jouant le soir et la nuit à plusieurs endroits. De retour à Londres, elles deviennent choristes (back vocal) de Joe Brown (Vicki Haseman est sa fiancée depuis un an). Lorsqu'elles cessent de collaborer avec le musicien rock, le groupe change de nom pour « The Breakaways » (littéralement, « Les détachées »).